# Alina Buchschacher
Alina Buchschacher (Berna, 19 luglio 1991) è una modella svizzera, eletta Miss Svizzera 2011.

## Biografia
Alina Buschschacher è stata eletta Miss Svizzera il 24 settembre 2011 presso il centro di esposizioni di Lugano, dove è stata scelta fra le dodici rappresentanti dei vari cantoni.
Buchschacher gareggiava in qualità di miss Berna. La modella, incoronata dalla detentrice del titolo uscente Kerstin Cook, si è piazzata davanti a Ashley Balmer e Julia Flückiger, rispettivamente seconda e terza classificata ed ha ottenuto come premio un'automobile Lancia Ypsilon Platinum del valore di 24.500 euro.
Di origini caraibiche, Buchschacher al momento dell'incoronazione era una studentessa al quinto anno delle scuole superiori, dove studiava commercio. La modella è appassionata di ippica. Ha partecipato, in qualità di rappresentante della Svizzera al concorso di bellezza internazionale Miss Universo 2012, del settembre 2012.